# William Kingdon Clifford
William Kingdon Clifford FRS (Exeter, 4 de maio de 1845 — Região Autónoma da Madeira, 3 de março de 1879) foi um matemático e filósofo inglês.
Fundamentado no trabalho de Hermann Grassmann, introduziu o que é atualmente denominado de álgebra geométrica, um caso especial da álgebra de Clifford, denominada em sua homenagem. As operações da álgebra geométrica tem o efeito de espelhar, rotacionar, traduzir e mapear os objetos geométricos que são modelados para novas posições. A álgebra de Clifford no geral e a álgebra geométrica no particular, têm sido de crescente importância para a física matemática, geometria e computação.
Ele foi o primeiro a sugerir que a gravitação pudesse ser uma manifestação de uma geometria subjacente. Em seus escritos filosóficos, ele cunhou a expressão "mind-stuff" que seriam os elementos mais simples dos quais a consciência é composta.